# Filmografia dei VIXX
I VIXX sono un gruppo sud coreano prodotto dall'etichetta Jellyfish Entertainment. Hanno debuttato il 24 maggio 2012 con il singolo "Super Hero". Prima del debutto, tuttavia, alcuni membri della band hanno preso parte ai video musicali di altri artisti della Jellyfish.

## Video Musicali
| Anno | Video Musicale             | Album                              | Artista                 | Video ufficiale                                                 | Note |
| ---- | -------------------------- | ---------------------------------- | ----------------------- | --------------------------------------------------------------- | --- |
| 2012 | "Super Hero"               | Super Hero                         | VIXX                    | YouTube                                                         | Singolo di debutto dei VIXX |
| 2012 | "Rock Ur Body"             | Rock Ur Body                       | VIXX                    | YouTube                                                         | Secondo singolo dei VIXX ft. Dasom delle Sistar come attrice principale del video                                              |
| 2012 | "Because It's Christmas"   | Jelly Christmas 2012 Heart Project | Jellyfish Entertainment | YouTube                                                         | Annuale canzone natalizia della Jellyfish entertainment ft. Sung Si-kyung, Park Hyo-shin, Lee Seok Hoon, Seo In-guk e i VIXX   |
| 2013 | "On and On"                | On and On                          | VIXX                    | YouTube                                                         | Terzo singolo dei VIXX |
| 2013 | "Hyde"                     | Hyde                               | VIXX                    | YouTube                                                         | Quarto singolo dei VIXX |
| 2013 | "G.R.8.U"                  | Jekyll                             | VIXX                    | YouTube                                                         | Quinto singolo dei VIXX dal repackaged album "Hyde, Jekyll"                                                                    |
| 2013 | "Girls, Why?"              | Y.BIRD from Jellyfish Island       | VIXX, OKDAL             | YouTube                                                         | Video in collaborazione con il duo Indie, OKDAL                                                                                |
| 2013 | "Only U"                   | Voodoo                             | VIXX                    | YouTube                                                         | Pre-released single. Girato e filmato a Stoccolma, Svezia                                                                      |
| 2013 | "Voodoo Doll"              | Voodoo                             | VIXX                    | - 19+ Version, su youtube.com. - Clean Version, su youtube.com. | Sesto singolo dei VIXX; il video originale comprendeva la modella Song Hae-na come attrice principale                          |
| 2013 | "Winter Propose"           | Jelly Christmas 2013               | Jellyfish Entertainment | YouTube                                                         | Annuale canzone natalizia della Jellyfish Entertainment ft. , Sung Si-kyung, Park Hyo-shin, Seo In-guk, Little Sister e i VIXX |
| 2014 | "Thank You for Being Born" | Voodoo                             | VIXX                    | YouTube                                                         | Video montaggio |
|      | "Eternity"                 | Eternity                           | VIXX                    | YouTube                                                         | Settimo singolo dei VIXX |
|      | "Error"                    | Error                              | VIXX                    | YouTube                                                         | Ottavo singolo dei VIXX |
|      | "Love Equation"            | Boys' Record                       | VIXX                    | YouTube                                                         | Nono singolo dei VIXX |

### Apparizioni in altri video musicali
| Anno | Video musicale         | Artista                   | Membro                | Video officiale | Note |
| ---- | ---------------------- | ------------------------- | --------------------- | --------------- | --- |
| 2011 | "Shake It Up"          | Seo In-guk                | N, Leo, Hongbin, Ravi | YouTube         | Pre-debutto                                                                                             |
| 2012 | "Let This Die"         | Brian Joo                 | N, Leo, Ravi          | YouTube         | Pre-debutto                                                                                             |
| 2012 | "Tease Me"             | Seo In-guk                | Hongbin               | YouTube         | Pre-debutto; Hongbin ottenne il ruolo dopo aver vinto una sfida di recitazione durante il reality MyDOL |
| 2014 | "Peppermint Chocolate" | K.Will, MAMAMOO, Wheesung | N, Hongbin            | YouTube         | Ballerini a fianco dei membri di MAMAMOO                                                                |

## VIXX TV
È una serie settimanale di YouTube iniziata il 19 giugno 2012 sul canale ufficiale dei VIXX (RealVIXX). VIXX TV segue le attività e gli spostamenti dei VIXX di settimana in settimana, spesso mostrando un lato più ironico del gruppo, e offre ai fan e ai telespettatori news e informazioni su di loro. I nuovi episodi di VIXX TV vengono caricati approssimativamente ogni Martedì alle 21 (ora coreana).
Nelle ultime 2 settimane di aprile non sono stati pubblicati episodi per rispetto alle famiglie delle vittime del traghetto affondato il 15 aprile. La serie è ripresa il 6 maggio con l'episodio 97 che vede Ravi impegnato negli Stati Uniti per la collaborazione con l'artista Chad Future
Sul canale ufficiale dei VIXX è possibile trovare la playlist con tutti gli episodi di VIXX TV . Il 27 maggio 2014 Rovix annuncia su twitter che il 100º episodio di VIXX TV, uno special in cui i VIXX scelgono i 6 migliori episodi della serie, sarà l'ultimo.

## Filmografia

### Reality show e apparizioni
| Anno | Canale     | Titolo       | Note                              |
| ---- | ---------- | ------------ | --------------------------------- |
| 2012 | Mnet       | MyDOL        | 8 episodi; prima tv il 12 aprile  |
| 2012 | SBS MTV    | MTV Diary    | 64 episodi; Prima tv il 15 giugno |
| 2013 | SBS MTV    | Plan V Diary | 5 episodi; Prima tv il 2 aprile   |
| 2013 | Mnet Japan | VIXX File    | 12 episodi; Prima tv il 18 giugno |

### Drama e apparizioni
| Anno | Canale                          | Titolo               | Membri  | Ruolo        | Note |
| ---- | ------------------------------- | -------------------- | ------- | ------------ | --- |
| 2013 | SBS                             | Sangsokjadeul        | Tutti   | Se stessi    | Cameo; Episodio 4 |
| 2014 | Munhwa Broadcasting Corporation | Hotel King           | N       | Noah         | Ruolo di un impiegato d'hotel solare e vivace |
| 2014 | SBS                             | Glorious Day         | Hongbin | Yoo Jiho     | Ruolo di un misterioso liceale e modello |
| 2014 | -                               | Full House (Musical) | Leo     | Lee Yeongjae | Lee Yeongjae è un famoso attore coreano, specialmente tra le ragazze. Nonostante appaia cocciuto ed egoistico (per salvare l'orgoglio), prova dei sentimenti non corrisposti per la sua amica d'infanzia Han Ji-eun |

### Variety show and apparizioni
| Data              | Canale      | Titolo                                         | Membri                      |
| ----------------- | ----------- | ---------------------------------------------- | --------------------------- |
| 21 settembre 2012 | MBC         | All The K-Pop                                  | N, Hongbin                  |
| 28 settembre 2012 | MBC         | All The K-Pop                                  | N, Hongbin                  |
| 9 novembre 2012   | Sonbadak TV | K-POP TV VIXX                                  | Tutti                       |
| 11 novembre 2012  | Sonbadak TV | K-POP TV VIXX                                  | Tutti                       |
| 7 dicembre 2012   | Sonbadak TV | K-POP TV VIXX                                  | Tutti                       |
| 14 dicembre 2012  | Sonbadak TV | K-POP TV VIXX                                  | Tutti                       |
| 21 dicembre 2012  | Sonbadak TV | K-POP TV VIXX                                  | Tutti                       |
| 30 dicembre 2012  | TVN         | The Romantic & Idol Season 2                   | N                           |
| 4 gennaio 2013    | MBC         | All The K-Pop                                  | Tutti                       |
| 6 gennaio 2013    | TVN         | The Romantic & Idol Season 2                   | N                           |
| 27 gennaio 2013   | KBS         | Let's Go Dream Team! Season 2                  | Tutti                       |
| 11 febbraio 2013  | MBC         | 2013 Idol Star Athletics-Archery Championships | Hongbin                     |
| 5 marzo 2013      | MBC         | All The K-pop                                  | N, Ken, Hongbin             |
| 10 marzo 2013     | KBS         | Let's Go! Dream Team 2                         | Leo                         |
| 12 marzo 2013     | MBC         | All The K-pop                                  | N, Ken, Hongbin             |
| 17 marzo 2013     | TVN         | Three Idiots                                   | Ken, Ravi, Hongbin, Hyuk    |
| 30 aprile 2013    | MBC         | All The K-pop                                  | N, Ken, Hongbin             |
| 19 maggio 2013    | TVN         | Three Idiots                                   | Tutti                       |
| 21 maggio 2013    | MBC         | All The K-pop                                  | N, Ken, Hongbin             |
| 28 maggio 2013    | MBC         | All The K-pop                                  | N, Ken, Hongbin             |
| 5 giugno 2013     | Arirang TV  | After School Club                              | Tutti                       |
| 17 giugno 2013    | Arirang TV  | Pops in Seoul                                  | Tutti                       |
| 1º agosto 2013    | MNET        | Mnet Wide Open Studio                          | Tutti                       |
| 6 agosto 2013     | MBC         | All The K-pop                                  | Tutti                       |
| 15 agosto 2013    | SBS MTV     | MTV K-POP Festival in Gangwon 2013             | Tutti                       |
| 22 agosto 2013    | SBS MTV     | MTV K-POP Festival in Gangwon 2013             | Tutti                       |
| 29 agosto 2013    | SBS MTV     | MTV K-POP Festival in Gangwon 2013             | Tutti                       |
| 2 settembre 2013  | MBC         | Music Picnic Live                              | Leo, Ken, Ravi              |
| 19 settembre 2013 | MBC         | 2013 Idol Star Olympics Championships          | N, Leo, Hongbin             |
| 20 settembre 2013 | SBS         | Idol Star Face-Off Chuseok Special             | N, Ken, Ravi, Hongbin, Hyuk |
| 22 settembre 2013 | KBS         | Let's Go! Dream Team 2                         | Ravi                        |
| 11 ottobre 2013   | KBS World   | A Song For You                                 | Tutti (con i BTOB)          |
| 12 ottobre 2013   | KBS2        | Yoo Hee-Yeol's Sketchbook                      | Tutti (with OKDAL)          |
| 2 novembre 2013   | KBS2        | Immortal Songs 2                               | Tutti                       |
| 4 dicembre 2013   | KBS         | Happy Korea                                    | Tutti                       |
| 9 dicembre 2013   | Mnet        | Mnet Wide Entertainment News “All About Star”  | Tutti                       |
| 11 dicembre 2013  | Arirang TV  | After School Club                              | Tutti                       |
| 12 dicembre 2013  | Mnet        | Mnet Wide Open Studio                          | N, Leo, Ravi, Hongbin, Hyuk |
| 17 dicembre 2013  | QTV         | Adonis Communication                           | Tutti                       |
| 20 dicembre 2013  | TVN         | Perfect Singer                                 | Ken                         |
| 21 dicembre 2013  | SBS         | Star King                                      | N, Ken                      |
| 23 dicembre 2013  | MBC         | Quiz to Change the World                       | N, Ken                      |
| 29 dicembre 2013  | SBS         | SBS Gayo Daejun                                | Tutti                       |
| 31 dicembre 2013  | MBC         | MBC Gayo Daejun                                | Tutti                       |
| 3 gennaio 2014    | KBS2        | Yoo Hee-Yeol's Sketchbook                      | Tutti                       |
| 7 gennaio 2014    | SBS MTV     | The Show All About Kpop                        | Tutti                       |
| 14 gennaio 2014   | Mnet        | Mnet “The Music”                               | Tutti                       |
| 14 gennaio 2014   | SBS MTV     | The Show All About Kpop                        | Tutti                       |
| 25 gennaio 2014   | OnStyle     | Fashion Killa                                  | Tutti                       |
| 30 gennaio 2014   | MBC         | Star Look-a-Like League                        | Tutti                       |
| 30 gennaio 2014   | MBC         | 2014 Idol Star Athletics Championship          | Tutti                       |
| 4 febbraio 2014   | Mnet        | Beatles Code 3D                                | Tutti                       |

### Radio show and apparizioni
| Data              | Stazione    | Programma                             | Membri          |
| ----------------- | ----------- | ------------------------------------- | --------------- |
| 22 gennaio 2013   | MBC         | Youhna's Starry Starry Night          | Tutti           |
| 24 gennaio 2013   | MBC         | Shindong's SimSimTaPa                 | Tutti           |
| 1º marzo 2013     | MBC         | Youhna's Starry Starry Night          | N, Ken          |
| 5 marzo 2013      | SBS         | Boom's Young Street                   | N               |
| 5 marzo 2013      | MBC         | Kim Shin-Young's Music Party Radio    | N, Ken          |
| 12 marzo 2013     | SBS         | Boom's Young Street                   | N               |
| 12 marzo 2013     | MBC         | Kim Shin-Young's Music Party Radio    | N, Ken          |
| 21 marzo 2013     | MBC         | Shindong's SimSimTaPa                 | N, Ravi         |
| 9 aprile 2013     | SBS         | Boom's Young Street                   | N               |
| 16 aprile 2013    | SBS         | Boom's Young Street                   | N               |
| 23 aprile 2013    | SBS         | Boom's Young Street                   | N               |
| 25 aprile 2013    | KBS Cool FM | Kiss The Radio                        | N               |
| 2 maggio 2013     | KBS Cool FM | Kiss The Radio                        | N               |
| 7 maggio 2013     | SBS         | Boom's Young Street                   | N               |
| 9 maggio 2013     | KBS Cool FM | Kiss The Radio                        | N               |
| 23 maggio 2013    | KBS Cool FM | Kiss the Radio                        | N, Ken, Hongbin |
| 5 giugno 2013     | MBC         | Shindong's SimSimTaPa                 | Tutti           |
| 10 giugno 2013    | MBC         | Shindong's SimSimTaPa                 | N               |
| 9 luglio 2013     | MBC         | Shindong's SimSimTaPa                 | Tutti           |
| 6 agosto 2013     | MBC         | Shindong's SimSimTaPa                 | Tutti           |
| 6 agosto 2013     | SBS         | Boom's Young Street                   | Tutti           |
| 8 agosto 2013     | KBS Cool FM | Kiss The Radio                        | N               |
| 10 agosto 2013    | KBS Cool FM | Kiss The Radio                        | Tutti           |
| 13 agosto 2013    | KBS Cool FM | Hong Jinkyung's 2:00                  | N, Ken          |
| 15 agosto 2013    | KBS Cool FM | Kiss The Radio                        | N               |
| 19 agosto 2013    | MBC         | Roy Kim & Jung Junyoung's Best Friend | Tutti           |
| 20 agosto 2013    | SBS         | Boom's Young Street                   | Tutti           |
| 20 agosto 2013    | MBC         | Youhna's Starry Starry Night          | Tutti           |
| 22 agosto 2013    | KBS Cool FM | Kiss The Radio                        | N               |
| 27 agosto 2013    | SBS         | Park Sohyun's Love Game               | Tutti           |
| 27 agosto 2013    | SBS         | Boom's Young Street                   | N               |
| 2 settembre 2013  | MBC         | Youhna's Starry Starry Night          | N, Ken          |
| 3 settembre 2013  | SBS         | Boom's Young Street                   | Ken             |
| 5 settembre 2013  | MBC         | Shindong's SimSimTaPa                 | N, Hyuk         |
| 5 settembre 2013  | KBS Cool FM | Kiss The Radio                        | N               |
| 7 settembre 2013  | SBS         | Park Sohyun's Love Game               | Tutti           |
| 9 settembre 2013  | MBC         | Youhna's Starry Starry Night          | N, Ken          |
| 10 settembre 2013 | SBS         | Boom's Young Street                   | N               |
| 19 settembre 2013 | KBS Cool FM | Kiss The Radio                        | N, Ken          |
| 23 settembre 2013 | SBS         | Jung Sunhee's A Night Like This       | Tutti           |
| 23 settembre 2013 | MBC         | Youhna's Starry Starry Night          | N, Ken          |
| 26 settembre 2013 | KBS Cool FM | Kiss The Radio                        | N               |
| 30 settembre 2013 | MBC         | Youhna's Starry Starry Night          | N, Ken          |
| 1º ottobre 2013   | SBS         | Boom's Young Street                   | N               |
| 7 ottobre 2013    | KBS Cool FM | Kiss The Radio                        | N               |
| 8 ottobre 2013    | SBS         | Boom's Young Street                   | N               |
| 10 ottobre 2013   | KBS Cool FM | Kiss The Radio                        | N               |
| 14 ottobre 2013   | KBS Cool FM | Kiss The Radio                        | N, Ravi         |
| 15 ottobre 2013   | SBS         | Boom's Young Street                   | N               |
| 17 ottobre 2013   | KBS Cool FM | Kiss The Radio                        | N               |
| 21 ottobre 2013   | MBC         | Youhna's Starry Starry Night          | N, Ken          |
| 24 ottobre 2013   | KBS Cool FM | Kiss The Radio                        | N               |
| 28 ottobre 2013   | MBC         | Youhna's Starry Starry Night          | N, Ken          |
| 4 novembre 2013   | MBC         | Youhna's Starry Starry Night          | N, Ken          |
| 18 novembre 2013  | MBC         | Youhna's Starry Starry Night          | N, Ken          |
| 21 novembre 2013  | KBS Cool FM | Kiss The Radio                        | N               |
| 27 novembre 2013  | SBS         | Park Sohyun's Love Game               | Ken             |
| November 28, 2013 | KBS Cool FM | Kiss The Radio                        | N               |
| 2 dicembre 2013   | MBC         | Youhna's Starry Starry Night          | N, Ken, Ravi    |
| 5 dicembre 2013   | KBS Cool FM | Kiss The Radio                        | N               |
| 5 dicembre 2013   | MBC         | Shindong's SimSimTaPa                 | Tutti           |
| 6 dicembre 2013   | SBS         | K.Will's Youngstreet                  | Tutti           |
| 9 dicembre 2013   | MBC         | Youhna's Starry Starry Night          | N, Ken, Ravi    |
| 11 dicembre 2013  | KBS Cool FM | Jang Yoonju's Rooftop Room            | Tutti           |
| 12 dicembre 2013  | KBS Cool FM | Kiss The Radio                        | N               |
| 14 dicembre 2013  | KBS Cool FM | Kiss The Radio                        | Tutti           |
| 16 dicembre 2013  | MBC         | Youhna's Starry Starry Night          | N, Ken, Ravi    |
| 19 dicembre 2013  | KBS Cool FM | Kiss The Radio                        | N               |
| 23 dicembre 2013  | MBC         | Youhna's Starry Starry Night          | N, Ken, Ravi    |
| 24 dicembre 2013  | MBC         | Sung Si-kyung's Music City            | Tutti           |
| 26 dicembre 2013  | KBS Cool FM | Kiss The Radio                        | N               |
| 30 dicembre 2013  | MBC         | Youhna's Starry Starry Night          | N, Ken, Ravi    |
| 2 gennaio 2014    | KBS Cool FM | Kiss The Radio                        | N               |